# São Joaquim
São Joaquim er en brasiliansk by i den sydlige del af landet, med 24.812 indbyggere (2010). Klimaet i São Joaquim er kendetegnet ved lave temperaturer. Byen er en af de koldeste i Brasilien, og der er til tider chance for sne. Vinproduktion og dyrkning af æbler er vigtige for landets økonomi.

## Klima
| Vejr for São Joaquim    | Vejr for São Joaquim | Vejr for São Joaquim | Vejr for São Joaquim | Vejr for São Joaquim | Vejr for São Joaquim | Vejr for São Joaquim | Vejr for São Joaquim | Vejr for São Joaquim | Vejr for São Joaquim | Vejr for São Joaquim | Vejr for São Joaquim | Vejr for São Joaquim | Vejr for São Joaquim |
|                         | Jan                  | Feb                  | Mar                  | Apr                  | Maj                  | Jun                  | Jul                  | Aug                  | Sep                  | Okt                  | Nov                  | Dec                  | År                   |
| ----------------------- | -------------------- | -------------------- | -------------------- | -------------------- | -------------------- | -------------------- | -------------------- | -------------------- | -------------------- | -------------------- | -------------------- | -------------------- | -------------------- |
| Gennemsnitlig maks °C   | 23                   | 23                   | 22                   | 18                   | 16                   | 14                   | 14                   | 16                   | 17                   | 19                   | 21                   | 22                   | 19                   |
| Gennemsnitlig min °C    | 13                   | 13                   | 12                   | 9                    | 7                    | 6                    | 6                    | 6                    | 7                    | 8                    | 10                   | 12                   | 9                    |
| Gennemsnitlig nedbør mm | 168                  | 160                  | 132                  | 107                  | 112                  | 119                  | 140                  | 170                  | 170                  | 152                  | 135                  | 130                  | 1.695                |
| Kilde: TWC              |                      |                      |                      |                      |                      |                      |                      |                      |                      |                      |                      |                      |                      |

28°17′38″S 49°55′55″V / 28.29389°S 49.93194°V